# Прожектор (Нюксенський район)
Проже́ктор (рос. Прожектор) — присілок у складі Нюксенського району Вологодської області, Росія. Входить до складу Нюксенського сільського поселення.

## Населення
Населення — 60 осіб (2010; 47 у 2002).
Національний склад (станом на 2002 рік):
- росіяни — 98 %